# Skoczów
Skoczów è un comune urbano-rurale polacco del distretto di Cieszyn, nel voivodato della Slesia.
Ricopre una superficie di 63,27 km² e nel 2004 contava 25 518 abitanti.

## Geografia fisica
È situata nel voivodato della Slesia dal 1999, mentre dal 1975 al 1998 ha fatto parte del voivodato di Bielsko-Biała, in seguito sciolto.
È situata nella regione storico di Slesia di Cieszyn.
La collina che domina la città (Górka Wilamowicka) è occupata da una cappella e una grande croce metallica. Papa Giovanni Paolo II visitò Skoczów nel 1995 e celebrò una messa sulla collina, durante la quale canonizzò Giovanni Sarkander.

## Storia della città
Il nome della città Skoczów è stato usato per la prima volta nel 1327, come Oppidum Scocoviense e poi sulla cartina di Abraham Ortelius nel 1603.

## Manifestazioni
Il mercato cittadino si tiene il giovedì, vicino al fiume Vistola.